# فريدي هيد
فريدي هيد (بالفرنسية: Freddy Head)‏ هو مدرب خيول وفارس فرنسي، ولد في 19 يونيو 1947 في نويي-سور-سين في فرنسا.